# I. e. 20
Évszázadok: i. e. 2. század – i. e. 1. század – 1. század
Évtizedek: i. e. 70-es évek – i. e. 60-as évek – i. e. 50-es évek – i. e. 40-es évek – i. e. 30-as évek – i. e. 20-as évek – i. e. 10-es évek – i. e. 1-es évek – 1-es évek – 10-es évek – 20-as évek
Évek: i. e. 25 – i. e. 24 – i. e. 23 – i. e. 22 –  i. e. 21 – i. e. 20 – i. e. 19 – i. e. 18 – i. e. 17 – i. e. 16 – i. e. 15

## Események

### Római Birodalom
- Marcus Appuleiust és Publius Silius Nervát választják consulnak.
- Augustus császár keleti körútján Syriába érkezik. Békét és barátsági szerződést köt IV. Phraatész pártus királlyal. Visszaadja Phraatész fiát, akit a rómaiak által támogatott II. Tiridatész trónkövetelő rabolt el; Tiridatészt azonban nem adja ki. A pártusok cserébe visszaszolgáltatják azokat a római hadijelvényeket, amiket még Crassustól és Marcus Antoniustól zsákmányoltak és szabadon engedik a még élő hadifoglyokat.
- A pártus egyezmény értelmében Örményország római klienskirályság marad. Az örmények kérik Augustust, hogy szabadítsa meg őket a zsarnok II. Artaxiasztól. Augustus Tiberius kíséretében elküldi Artaxiasz addig Rómában élő öccsét, III. Tigranészt, hogy döntsék meg az örmény király uralmát. Mire megérkeznek, Artaxiaszt egy összeesküvés eredményeképpen meggyilkolják.
- Heródes júdeai király átépíti és kibővíti a jeruzsálemi templomot.

## Születések
- Caius Caesar, Augustus császár unokája.
- Lucius Aelius Seianus katonatiszt, Tiberius római császár bizalmasa és barátja.
- Alexandriai Philón, zsidó filozófus

## Halálozások
- I. Artavazdész atropaténéi király
- II. Artaxiasz örmény király
- II. Mithridatész kommagénéi király

## Fordítás
- Ez a szócikk részben vagy egészben  a(z)   20 av. J.-C. című francia Wikipédia-szócikk ezen változatának fordításán alapul.  Az eredeti cikk szerkesztőit annak laptörténete sorolja fel. Ez a jelzés csupán a megfogalmazás eredetét és a szerzői jogokat jelzi, nem szolgál a cikkben szereplő információk forrásmegjelöléseként.